# Stesicoro (stacja metra)
Stesicoro – stacja metra w Katanii, położona na jedynej linii sieci. Stacja została otwarta 20 grudnia 2016.
Stesicoro jest tymczasowym południowym końcem linii do czasu ukończenia odcinka Stesicoro-Palestro, którego otwarcie zaplanowano na 2019, a zatem dalsze przedłużenie linii na lotnisko w Fontanarossa.